# 下坝镇
下坝镇，是中华人民共和国贵州省貴陽市乌当区下辖的一个乡镇级行政单位。
2013年4月25日，贵州省人民政府批复同意撤销下坝乡，设置下坝镇，镇人民政府驻下坝村。

## 行政区划
下坝镇下辖以下地区：
新桃村、下坝村、喇坪村、岩山村、谷金村、谷庚村、谷坝村和谷定村。